# 中南大学学报

## 中南大学学报（自然科学版）
《中南大学学报（自然科学版）》(起源于《中南矿冶学院学报》、《中南工业大学学报（自然科学版）》)由于2002年4月中南工业大学、湖南医科大学、长沙铁道学院三校合并更名而来。

### 历史概况
该刊创办可以追述到中南矿冶学院至1956年，在2011年起由原来的双月刊改为月刊，在国内外公开发行。

### 涉及学科
该刊主要涉及材料、冶金、选矿、化学化工、机电、信息、地质、采矿、土木等工学学科为主学术领域。

### 收录情况
截至2013年5月该期刊被美国《工程索引》（Ei Compendex）、《化学文摘》、《金属文摘》、《铝工业文摘》；英国《科学文摘》；日本《科学技术文献速报》；俄罗斯《文摘杂志》；中国科学引文数据库（CSCD）、《中文核心期刊要目总览》、中国期刊网、中国学术期刊（光盘版）、中国学术期刊综合评价数据库、中国科技论文统计源期刊、中文科技期刊数据库、中国学术期刊文摘等数据库收录。

### 编委成员
截至2013年5月该刊的编委会成员有：王淀佐、金展鹏、黄伯云、何继善、左铁镛、古德生、钟掘、刘业翔、ROESKY H W、邱冠周、陈启元。

### 获得荣誉
该刊先后获得过首届国家期刊奖、第二届国家期刊奖提名奖、第三届国家期刊奖百种重点期刊等、全国高校科技期刊评比一等奖、全国优秀科技期刊评比一等奖、全国高校优秀自然科学学报评比一等奖、首届中国高校精品科技期刊奖、第二届中国高校精品科技期刊奖、中国科技论文在线优秀期刊等，被评为百种中国杰出学术期刊等。

### 在线投稿
该刊采用在线投稿方式，利于广大科研工作者在线交流。

### 出版
该刊由中南大学出版社出版，目前每期定价30元人民币。

## 中南大学学报（英文版）
《中南大学学报（英文版版）》即《Journal of Central South University》是由中华人民共和国教育部主管、中南大学主办的期刊。原称《中南工业大学学报（英文版）》，即《Journal of Central South University of Technology》。

### 历史概况
该刊创办于1994年，当时为季刊，2007年第1期起与德国科技出版集团施普林格(Springer-Verlag)联合出版，在国内外公开发行，从2012年起改为月刊。 

### 涉及学科
该刊主要涉及材料、冶金、选矿、化学化工、机电、信息、地质、采矿、土木等工学学科为主学术领域。

### 收录情况
截至2013年8月该期刊被美国《科学引文索引》（SCI-E）、美国《工程索引核心》（Ei Compendex）、《化学文摘》、《金属文摘》、《铝工业文摘》；英国《科学文摘》（INSPEC(物理学、电技术、计算机及控制信息数据库)）；英国《剑桥科学文摘社网站：金属文摘、工程材料文摘、计算机与信息系统文摘、电子与通讯文摘、机械与运输工程文摘、土木工程文摘、腐蚀文摘；日本《科学技术文献速报》；俄罗斯《文摘杂志》；中华人民共和国中国科学引文数据库（CSCD）、《中文核心期刊要目总览》、中国期刊网、万方数据库、中国学术期刊（光盘版）、中国学术期刊综合评价数据库、中国科技论文统计源期刊、中文科技期刊数据库、中国学术期刊文摘等数据库收录。

### 编委成员
截至2013年8月该刊的编委会成员有：王淀佐、金展鹏、黄伯云、何继善、左铁镛、古德生、钟掘、刘业翔、H.W. ROESKY H W、邱冠周、陈启元、LEE Sangmin

### 获得荣誉
该刊2006年被评为中华人民共和国高校精品科技期刊奖。

### 投稿方式
该刊采用在线投稿方式。

### 出版
该刊由中华人民共和国中南大学出版社和德国施普林格(Springer-Verlag)联合出版，目前每期定价30元人民币。